# Funisciurus lemniscatus
Funisciurus lemniscatus là một loài động vật có vú trong họ Sóc, bộ Gặm nhấm. Loài này được Le Conte mô tả năm 1857.